# Уездная полицейская стража
Уездная полицейская стража — система сельской полиции МВД Российской империи.

## История
Учреждена 5 мая 1903 года, первоначально в 46 губерниях. К 1916 году распространялась на 50 губерний.
Принципиальное отличие новой структуры было в следующем: прежние низовые полицейские должности (десятский, сотский) были выборными на условиях временной повинности, или занимались по найму с общиной (чаще всего в роли нанимателей выступали частные лица).
Стражников же нанимало государство и они были государственными служащими.
Состояла из стражников, старших стражников и урядников. Непосредственное руководство организациями осуществлялось уездными исправниками. С февраля 1906 года заведование по строевой части и боевому обучению перешло к офицерам Отдельного корпуса жандармов. В связи с этим начальникам губернских жандармских управлений присваивалось звание «губернский инспектор полицейской стражи». Высшее руководство уездной полицейской стражей осуществлялось Департаментом полиции и штабом отдельного корпуса жандармов.
Уездная полицейская стража делилась на пешую и конную. Организационно состояла из стражников, распределенных по населённым пунктам, и целостных команд на казарменном положении. Число последних не опускалось ниже 25 % от общего состава. Офицеры назначались из расчёта: один офицер на 300 пеших или 150 конных стражников.
Наряду с полицейской стражей в уездах продолжали функционировать и старые полицейские структуры. Вся полиция была расформирована 11 марта 1917 года.